# Eubank
Eubank è un comune degli Stati Uniti d'America, situato nello Stato del Kentucky, diviso tra la contea di Pulaski e la contea di Lincoln.